# Francesco Serra-Cassano
Pour les articles homonymes, voir Serra et Cassano.
Francesco Serra di Cassano (né le 21 février 1783 à Naples dans le royaume de Naples, et mort le 17 août 1850 à Capoue) est un cardinal italien du XIXe siècle.

## Biographie
Francesco Serra-Cassano est ordonné prêtre le 1er mars 1806. Il est nommé évêque titulaire de Nicée le 12 mars 1818 et nonce apostolique en Bavière le 6 octobre 1818. Le 3 juillet 1826, il est nommé archevêque coadjuteur de Capoue, puis titulaire le 26 juillet 1826. 
Le pape Grégoire XVI le crée cardinal in pectore lors du consistoire du 30 septembre 1831. Sa création est publiée le 15 avril 1833. Il participe au conclave de 1846, lors duquel Pie IX est élu comme pape.

## Succession apostolique
Francesco Serra-Cassano a ordonné les évêques suivants:
- Archevêque Lothar Anselm von Gebsattel (de) (1821)
- Archevêque Joseph Maria Johann Nepomuk von Fraunberg (1821)
- Évêque Adam Friedrich von Groß zu Trockau (1821)
- Évêque Matthäus Georg von Chandelle (de) (1821)
- Évêque Franz Ignaz von Streber (de) (1821)
- Évêque Jacques de la Brue de Saint-Bauzile (1821)
- Évêque Giuseppe Menditto (1828)
- Évêque Francesco Iovinelli, C.M. (1833)
- Évêque Giovanni Domenico di Guido (1833)
- Évêque Gabriele Ventriglia (1849)
- Archevêque Giuseppe Rotondo (1850)

### Sources
- (it) Collectif, Annuario pontificio : Notizie per l'anno 1869, Rome, Tipografia della R.C.A., 1870, 541 p. (lire en ligne)